# ランドン・ロナルド
サー・ランドン・ロナルド（Sir Landon Ronald、1873年6月7日 - 1938年8月14日）は、イギリスの指揮者、ピアニスト、作曲家。

## 人物
ロンドンに生まれ、1884年に王立音楽アカデミーに入学する。1891年にはコヴェントガーデン王立歌劇場のコレペティートルになり、1896年に同歌劇場で『ファウスト』を指揮して正式にデビューを飾った。また、同時期にオーガスタス・ハリスの旅回り歌劇団の指揮者も務めていたほか、1894年にはネリー・メルバの伴奏ピアニストとしてアメリカ合衆国を巡演するなど、音楽家としての経験を積んでいった。
1898年から1902年まで、ロンドンでミュージカル・コメディを指揮した後、1904年から1907年までロンドン交響楽団の客演指揮者を務め、1908年には同楽団とヨーロッパへ楽旅。1909年から1914年までロンドン新交響楽団の首席指揮者、1916年から1920年までスコティッシュ・ナショナル管弦楽団の首席指揮者を歴任した。
1910年から亡くなるまでギルドホール音楽学校の校長を務め、イギリス音楽教育界の重鎮として活躍した。
ロンドンにて没。
1909年には、新交響楽団（現ロイヤル・アルバート・ホール管弦楽団）との共演で、グリーグのピアノ協奏曲をレコーディング（世界初の協奏曲録音）をしたことでも名高く、イギリス・パールレーベルよりCD化され、聴くことができる（GEMS-0102、元のレーベルはドイツ・グラモフォン）。ちなみにこのとき、ピアノ独奏を務めたのはヴィルヘルム・バックハウスであった。
作曲家としても活動しており、交響詩などの管弦楽曲をはじめ、歌曲も遺している。
独奏ピアニストとしては1900年、G&Tにショパンの軍隊ポロネーズなどの録音を行っており、こちらもCDに復刻されている（APR-5531）。また、前出のネリー・メルバとの録音（伴奏ピアノ、伴奏オーケストラ指揮ともに）も遺されている。